# Kogelwerend vest

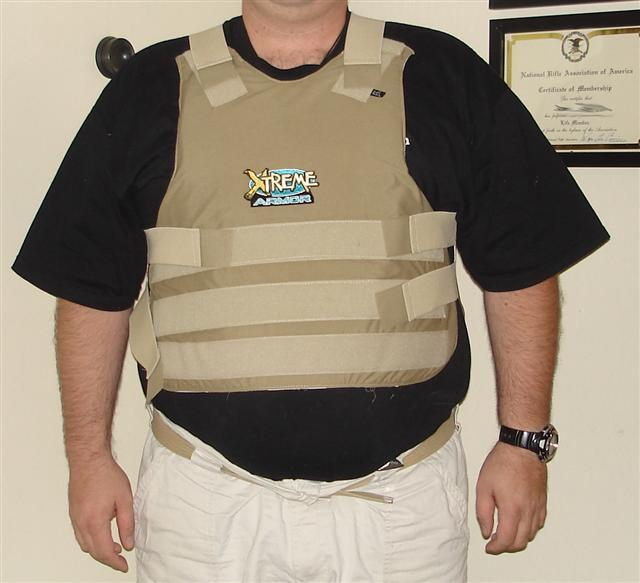
Kogelwerend vest

Een kogelwerend of kogelvrij vest is een type vest, veelal uit Kevlar of Dyneema, dat als een soort pantser werkt om de schade door kogels van pistolen, revolvers, jachtgeweren en gewone geweren te beperken. Kogelwerende vesten worden vaak door werknemers van politie, leger en beveiligingsbedrijven en soms ook door burgers gedragen.
De benaming kogelwerend of kogelvrij wordt door sommige taalgebruikers, met name wapendeskundigen, als misleidend beschouwd, omdat de vesten, afhankelijk van de sterkte ervan, vaak maar weinig bescherming bieden tegen geweerschoten en sommige lichtere wapens. De vesten beschermen vooral tegen munitie die wordt afgeschoten door licht-kaliber-wapens.
Vesten worden soms rond de vitale gebieden versterkt met metaal (staal of titanium), keramiek of polyetheen. Deze harde platen houden ook kogels van een wat zwaarder kaliber tegen. Dit soort vesten zijn standaard voor militair gebruik.
Een modern basismateriaal voor kogelwerende vesten is de door Koninklijke DSM NV ontwikkelde vezel met de merknaam Dyneema.

## Werking
Een vest beschermt de drager niet door kogels af te weren. De verschillende lagen van kogelwerend materiaal vangen de kogel op en verspreiden de kracht over een groter deel van het lichaam. Hierdoor wordt energie geabsorbeerd en de kogel hopelijk gestopt. De kogel vervormt bovendien waardoor deze minder goed in staat is het vest te penetreren. Hoewel een kogelwerend vest schotwonden kan voorkomen neemt de drager nog steeds de energie van de kogel op waardoor onder andere interne bloedingen het gevolg kunnen zijn. Dit heeft de voorkeur aangezien in veel gevallen kogels of scherven die het lichaam binnendringen meer schade aanrichten. De meeste vesten geven weinig bescherming tegen afgeschoten pijlen en steken met een ijspriem of mes. Aangezien de kracht van deze wapens sterk op één punt gericht is, kan in veel gevallen door het vest heen gestoken worden. Er zijn speciale steekwerende vesten beschikbaar die bescherming bieden tegen dit soort wapens; ze worden onder meer aanbevolen voor gevangenisbewaarders.